# Lázaro Cárdenas, Cosamaloapan de Carpio
Lázaro Cárdenas är en ort i Mexiko.   Den ligger i kommunen Cosamaloapan de Carpio och delstaten Veracruz, i den sydöstra delen av landet, 400 km öster om huvudstaden Mexico City. Lázaro Cárdenas ligger 33 meter över havet och antalet invånare är 257.
Terrängen runt Lázaro Cárdenas är platt, och sluttar österut. Runt Lázaro Cárdenas är det ganska tätbefolkat, med 160 invånare per kvadratkilometer. Närmaste större samhälle är Tuxtepec, 18,3 km söder om Lázaro Cárdenas. Trakten runt Lázaro Cárdenas består till största delen av jordbruksmark.